# Amnesia (Band)
Amnesia war eine englische Thrash-Metal-Band aus Barnsley, die im Jahr 1988 gegründet wurde und sich ca. 1991 wieder auflöste.

## Geschichte
Die Band wurde im Jahr 1988 von Bassist Matt Foster, Schlagzeuger Michael Vincent und den Gitarristen Clive Heeley und Simon Fairhurst gegründet. Nachdem Sänger Simon Rose im Jahr 1990 zur Band gekommen war, folgten Auftritte zusammen mit Toranaga, Slammer und Xentrix. Danach nahm die Band ihr Debütalbum Unknown Entity innerhalb von neun Tagen auf, wobei als Produzent Toranaga Gitarrist Andy Mitchell tätig war. Im Jahr 1991 spielte die Band zusammen mit Metal Church und Sabbat, ehe sie das Album veröffentlichte und sich danach auflöste.

## Stil
Die Band spielt nicht allzu aggressiven Thrash Metal, wobei die Musik vergleichbar mit der von Megadeth und Metallica ist. Der Gesang von Amnesia ist hingegen klarer. Teilweise erinnern die Lieder auch an die von Dyoxen.

## Diskografie
- 1991: Unknown Entity (Album, Major Records)